# 無鬚明蛇鰻
無鬚明蛇鰻，為輻鰭魚綱鰻鱺目糯鰻亞目蛇鰻科的其中一種，分布於東大西洋區，從西班牙至茅利塔尼亞海域，棲息深度20-80公尺，體長可達150公分，棲息於沙泥底質海域，屬肉食性，生活習性不明。

## 擴展閱讀
維基物種上的相關：無鬚明蛇鰻